# Fernsehtheater Moritzburg
Das Fernsehtheater Moritzburg, das sich als sozialistisches Volkstheater verstand und sich gegen das von 1953 an erfolgreiche volkstümliche Unterhaltungstheater à la Millowitsch-Theater, Ohnsorg-Theater, Komödienstadl oder Königlich Bayerisches Amtsgericht im Fernsehen der alten Bundesrepublik Deutschland abgrenzte, war in den Kasematten der mittelalterlichen Moritzburg in Halle an der Saale angesiedelt. Der Raum bestand aus einer 4,25 Meter breiten, ca. 18 m² großen Bühne und wenigen Zuschauerreihen. Zwischen 1965 und 1991 produzierte das didaktisch angelegte Fernsehtheater, das stets in Konkurrenz zur deutlich erfolgreicheren Adlershofer Abteilung Heitere Dramatik als der anderen Redaktion für Unterhaltungsprogramme stand, im Auftrag vom Deutschen Fernsehfunk respektive Fernsehen der DDR, Studio Halle knapp 270 Volkstheater-Stücke. Diese Volkstheater-Stücke, die meist als Eigenentwicklung inszeniert, vor Publikum gespielt, aufgezeichnet und dann im Fernsehen ausgestrahlt wurden, „reichen vom Schwank bis zum Boulevardstück und sind im Rahmen einer 'volksnahen Fernsehkunst' zu betrachten.“ Sie sind unter inhaltlich-gehaltlichen, medien- und genreästhetischen sowie kulturell-kommunikativen Perspektiven von hohem Wert für die Erforschung der Geschichte der DDR und ihrer Fernseh- bzw. Medienkultur.

## Geschichte
Seine Entstehung verdankt das Fernsehtheater Moritzburg, das „zumindest im deutschsprachigen Raum“ ein „einmalige[s] Theaterexperiment[] darstellt“, dem späteren Präsidenten der Volkskammer Horst Sindermann. Der hatte Anfang der 1960er Jahre als Parteifunktionär bzw. Bezirkssekretär die Einrichtung eines eigenen Fernsehstudios in Halle durchgesetzt. Dieses Fernsehtheater, das im Laufe des Jahres 1965 geschaffen wurde, sollte auf heitere Weise bzw. mit heiteren Stücken geschmacklich, weltanschaulich und staatsbürgerlich bilden. In den Worten des Dramaturgen und Regisseurs Gerd Focke, den Sindermann vor allem aufgrund seiner spezifischen Vorstellung von Volkstümlichkeit und Volkstheater mit der Gründung des Fernsehtheaters Moritzburg beauftragte und der das Fernsehtheater lange leitete: „Du baust ein Fernsehtheater auf. […] Es ist doch ein Armutszeugnis, dass Menschen immer erst das Westfernsehen einschalten müssen, um heitere Stücke sehen zu können. Das können wir doch wohl auch!“ Nach eigener Aussage Fockes gab ihm Sindermann grundsätzlich freie Hand, doch sollten andere Stücke ausgewählt werden als diejenigen, die die westdeutschen sog. Volksbühnen bevorzugten. Und es sollte vor allem anders inszeniert werden, nicht auf „Klamauk“ und auf „billige Lacher“ hin: „Wir […] wollten […] die kleine Komödie des DDR-Fernsehens schaffen […], in der selbst das Singspiel oder die kleine Oper ihren Platz haben sollte und auch hatte.“

## Programm/Programmgeschichte
Die erste 80-minütige Ausstrahlung eines Stückes aus dem Fernsehtheater Moritzburg erfolgte am Sonntag, den 19. Dezember 1965 im 1. Programm zur besten Sendezeit um 20.00 Uhr. Schon zehn Tage später wurde mit Szöke Szakalls Komödie Das Streichquartett in der Bearbeitung durch Dieter Hildebrandt und Georg Marischka das nächste Stück ausgestrahlt. Auch für die Inszenierung dieses Stücks konnte mit Kurt Jung-Alsen ein prominenter DDR- bzw. DEFA-Regisseur gewonnen werden, und mit Helga Göring und Heinz Behrens waren beliebte DDR-Schauspieler beteiligt (vgl. „Akteure“).
Das Fernsehtheater Moritzburg hat in den gut 25 Jahren seines Bestehens eine u. a. nach Genre und Untergattung große Vielfalt an Stücken und Autoren inszeniert. Darüber hinaus hat es mit anderen Fernsehformaten wie Spätpodium, Kleines Theater und Gerichtssendung, die sich anthologisch bspw. bestimmten Autoren und Künstlern wie Bert Brecht, John Stave oder Jacques Offenbach oder bestimmten literarisch-musikalischen Themenschwerpunkten wie bspw. Kabarett, Poesie oder „russische Autoren“ annahmen oder die das 'heiße Eisen' „Kriminalität in der DDR“ zum Gegenstand hatten, für Abwechslung gesorgt.
Im Einzelnen (vgl. im Folgenden „Stücke“) lassen sich – über den gesamten Produktionszeitraum hinweg – neben Autoren bzw. Stücken der Antike nationale und internationale Vertreter des Spätmittelalters und der frühen Neuzeit, der Aufklärung und der Weimarer Klassik, der Salonkomödie und des Volksstücks des 19. Jahrhunderts, des Zeitstücks und des Gegenwartsstücks nachweisen. Dabei fällt zum einen auf, dass immer wieder Autoren (bspw. Theodor Gottlieb von Hippel der Ältere oder Niccolò Machiavelli) und Stücke (bspw. Cervantes: Die Vielredner) inszeniert wurden, die nur zum erweiterten Kanon der Literatur gehören. Zum anderen fällt, gerade im Verhältnis zu den auch gespielten Autoren aus Ländern des Ostblocks (Russland bzw. Sowjetunion, Bulgarien, Ungarn, Polen etc.), die starke Präsenz von französischen und englischsprachigen Autoren insbesondere des 19. und 20. Jahrhunderts auf. Soweit es um deutschsprachige Autoren der Vergangenheit geht, überrascht zum dritten die Präsenz von bürgerlich-konservativen Autoren wie Carl Laufs, Ludwig Thoma, Franz von Schönthan, Paul von Schönthan oder Curt Goetz. Kaum erwartet hätte man viertens, das Mitte der 1970er Jahre mit Jeder Tag im Herbst (ausgestrahlt am 1. August 1975) ein Stück von einem Autor inszeniert worden ist – Werner Bräunig –, der noch auf 11. Plenum des ZK der SED im Dezember 1965 mit seinem Rummelplatz zu den am schärfsten von Erich Honecker Angegriffenen gehörte.
Obwohl der gesamte Produktionszeitraum durch Vielfalt geprägt ist, lässt sich die Programmgeschichte des Fernsehtheaters Moritzburg dennoch in drei Phasen unterteilen. Zu diesen Phasen haben zum einen „übergreifende politische, fernseh- und kulturpolitische Zäsuren“ beigetragen. Ebenso entscheidend waren allerdings – neben internen personell-strukturellen Gegebenheiten und dem Profil und Engagement einzelner Mitarbeiter – „der Erfolg bzw. Misserfolg der Produktionen beim Fernsehpublikum, der wechselnde Stellenwert, der dem Fernsehtheater als solchem innerhalb des DDR-Fernsehsystems zugesprochen wurde und die damit vermutlich in Verbindung stehende und mit den Jahren dürftiger werdende finanzielle Ausstattung des Fernsehtheaters.“ Nicht zu übersehen ist in diesem Zusammenhang, dass das Fernsehtheater mit seiner ambitioniert-idealistischen und problemorientiert-aufklärerischen Vorstellung von Volkstümlichkeit letztlich das Massenpublikum verfehlte, dem der Sinn nicht nach Belehrung stand.
Die erste, kulturell besonders ambitionierte Phase des Fernsehtheaters geht bis in die frühen 1970er Jahre. Sie ist bestimmt durch „historisch-kulturelle Neugierde, Genre-Vielfalt und inszenatorische Experimentierfreude. Daran schließt sich eine kurze Phase intensiver, vor allem an 'Qualität' orientierter Profilierungsbemühungen an, die bis ca. 1977 dauert. In der dritten Phase, ab ca. 1978, findet eine massive Konzentration auf den zeitgenössischen DDR-Schwank statt, der in heiterer Form die Auseinandersetzung mit geläufigen Problemen des inner- wie außerfamiliären DDR-Alltags sucht.“ „Simplifizierungen“, „Phrasen“ und „totgelaufene Pointen oder Gags“ in diesen Zeitstücken stehen allerdings einem nachhaltigen Interesse des Publikums an diesen Ausstrahlungen entgegen.
Die letzte, knapp dreiviertelstündige Ausstrahlung aus dem Fernsehtheater Moritzburg fand am 18. September 1991 in der Länderkette des Deutschen Fernsehfunks statt, erstmals im Nachmittagsprogramm um 14:20 Uhr. In der Sendung Publikumslieblinge im Fernsehtheater: Heinz Behrens (Regie: Hartmut Ostrowsky) erzählte Behrens „von seinen Erlebnisse und zahlreichen Auftritten im Fernsehtheater Moritzburg.“ Dem vorangegangen waren seit dem 1. April 1989 neun Folgen der 30-minütigen, um 19:30 Uhr zu guter Sendezeit ausgestrahlten Gerichtssendung Von Fall zu Fall (1989f.), zwei Lustspiele nach 'alter Tradition' sowie drei Sendungen, die noch einmal den hohen, auf Unterhaltung, Bildung, Aufklärung und gesellschaftliche Teilhabe zielenden Anspruch erkennen ließen, die die 'Macher' des Fernsehtheaters Moritzburg stets mit ihren Produktionen verfolgt hatten: Erfahrungen Wolfgang Leonhards. Lesung (Wolfgang Leonhard, ausgestrahlt am 8. Juli 1990), „Totgesagt“ – Trude Richter: Erinnerungen an Stalins Lager (Trude Richter, ausgestrahlt am 22. Juli 1990) und Ein seltener Fall von Liebe. Monolog (Friedrich Nowotny), ausgestrahlt am 5. November 1990. Die jeweiligen Ausstrahlungszeiten 22:55 Uhr, 23:30 Uhr und 21.50 Uhr machen dabei allerdings deutlich, dass das Fernsehtheater Moritzburg mit diesem Anspruch in den auf Zukunft gerichteten Überlegungen der Programmmacher bereits keine Rolle mehr spielte.

## Akteure
Wie bei den ersten beiden genannten Stücken, lässt sich auch für viele spätere Produktionen festhalten, das zahlreiche populäre und große Schauspieler sowie Fernseh- und Theatermacher der DDR am Fernsehtheater Moritzburg mitgewirkt haben. Stellvertretend für die Schauspieler können bspw. Dieter Bellmann, Astrid Bless, Fred Delmare, Eberhard Esche, Fred-Arthur Geppert, Werner Godemann, Sigrid Göhler, Jenny Gröllmann, Gert Gütschow, Eva-Maria Hagen, Helga Hahnemann, Harald Halgardt, Hans-Joachim Hanisch, Hannjo Hasse, Hans-Joachim Hegewald, Rolf Herricht, Ingeborg Krabbe, Georgia Kullmann, Fred Mahr, Jürgen Mai, Ingeborg Nass, Wolfgang Oldag, Evelyn Opoczynski, Marylu Poolman, Uta Schorn, Helmut Schreiber, Ernst-Georg Schwill, Siegfried Voß, Ellen Weber und Wolfgang Winkler genannt werden.
Unter den Machern sind Leute wie Günter Agde, Celino Bleiweiß, Eva-Maria Boege, Ursula Damm-Wendler, Klaus Eidam, Günther Feustel,
Peter Groeger, Jörg Kaehler, Peter Mansee, Walter Opitz, Hartmut Ostrowsky, Dieter Perlwitz, Hans-Joachim Preil, Horst Ruprecht, Horst Schönemann, Peter Sodann und Robert Trösch zu nennen.

## Erforschung
Zu Beginn dieses Jahrhunderts wurde das Fernsehtheater Moritzburg im Rahmen eines Deutsche-Forschungsgemeinschaft-Forschungsprojektes mit dem Titel „Programmgeschichte des DDR-Fernsehens – komparativ“ vom Teilprojekt „Heitere Dramatik im Deutschen Fernsehfunk – das 'Fernsehtheater Moritzburg'“ unter Leitung von Gerhard Lampe der Institution, dem Programm und den Einzelproduktionen nach im Kontext „gesellschaftlicher Entwicklungen, spezifischer Produktions- und Rezeptionskontexte“ sowie „eigen- und fremdstaatlicher Medien- bzw. Programmangebote“ erforscht (siehe „Literatur“).

## Stücke (Auswahl)
Die sich auf ca. ein Fünftel der gesamten Produktion beschränkende und den Ausstrahlungsdaten folgende Auswahl führt Stücke bzw. Produktionen auf, die der angegebenen Forschungsliteratur nach hinsichtlich der Autoren (und deren Herkunftsländern, deren Lebensdaten und deren literarisch-weltanschaulichen Verortung), der Themen und/oder der Inszenierungen für die Programmgeschichte des Fernsehtheaters Moritzburg und deren Phasen repräsentativ sind. Etliche dieser Stücke bzw. Produktionen, die zwischen ca. 30 und 120 Minuten lang waren, wurden wiederholt, zum Teil mehrfach, zum Teil über zehn und mehr Jahre hinweg und sowohl im 1. wie später dann auch im 2. Programm.
- Der Raub der Sabinerinnen (Franz von Schönthan, Paul von Schönthan; ausgestrahlt am 8. Februar 1966).
- Livietta und Tracollo (Tommaso Mariani, Giovanni Battista Pergolesi; ausgestrahlt am 8. April 1966).
- Das Märchen (Curt Goetz; ausgestrahlt am 17. August 1966).
- Die Panne (Friedrich Dürrenmatt, ausgestrahlt am 8. Juni 1967).
- Das Ende vom Anfang (Sean O’Casey, ausgestrahlt am 5. Dezember 1968).
- Ein sonderbarer Zufall (Carlo Goldoni, ausgestrahlt am 15. Juli 1970).
- Leonce und Lena. Kammeroper (Georg Büchner, Kurt Schwaen, ausgestrahlt am 6. Januar 1971).
- Der Mann nach der Uhr oder Der ordentliche Mann (Theodor Gottlieb von Hippel, ausgestrahlt am 4. Juli 1971).
- Der Nil vor unserem Haus (Horst Ulrich Wendler, ausgestrahlt am 5. Oktober 1971).
- Der Maulheld (Titus Maccius Plautus, ausgestrahlt am 2. Dezember 1971).
- Ein Florentinerhut (Eugène Labiche, ausgestrahlt am 20. Dezember 1972).
- Moped. Gegenwartsstück (Nedjalko Jordanow, ausgestrahlt am 3. November 1973).
- Der Fehltritt (Anton Tschechow, ausgestrahlt am 16. August 1974).
- Der Lampenschirm (Curt Goetz, ausgestrahlt am 29. Dezember 1976).
- Der Tolpatsch (Molière, ausgestrahlt am 26. April 1977).
- Scherz, List und Rache (Johann Wolfgang von Goethe, ausgestrahlt am 24. Juli 1977).
- Pension Schöller (Carl Laufs, ausgestrahlt am 26. Juli 1977).
- Das Ehelabor (Erni Simmich, ausgestrahlt am 26. November 1977).
- Gefrühstückt wird um acht (Szenarium: Gerd Focke, ausgestrahlt am 21. März 1978).
- Geschichten aus dem Wiener Wald (Ödön von Horváth, ausgestrahlt am 12. August 1978).
- Der Nekromat oder die erzwungene Unschuld (Ludovico Ariosto, ausgestrahlt am 10. Dezember 1978).
- Der Schatz (Gotthold Ephraim Lessing, ausgestrahlt am 2. März 1979).
- Ja, die Familie (Heinz Kramer, ausgestrahlt am 13. Juni 1981).
- Ich weiß von nichts (Klaus Neuparth, ausgestrahlt am 6. Februar 1982).
- Guten Tag, Herr Monteur, mein Mann ist auf Montage (Martin Keller, ausgestrahlt am 19. März 1982).
- Es war so nett in unserem Quartett (Heinz Drewniok, ausgestrahlt am 2. März 1983).
- Fräulein Mama (Heinz Kramer, ausgestrahlt am 14. Oktober 1983).
- La Mandragola. Die Liebeswurzel (Niccolo Machiavelli, ausgestrahlt am 1. Februar 1984).
- Pension Butterpilz – Das Freizeitparadies (Valentin Katajew, ausgestrahlt am 13. April 1984).
- Wand an Wand (Dieter Müller, ausgestrahlt am 13. September 1984).
- Das Konzert (Hermann Bahr, ausgestrahlt am 23. April 1986).
- Unser schönster Urlaub (Helmut Grosz, ausgestrahlt am 29. Mai 1987).
- Annoncenglück (Andreas Knaup, ausgestrahlt am 2. Dezember 1987).